# SpongeBob SquarePants: Plankton's Robotic Revenge
SpongeBob Squarepants: Plankton's Robotic Revenge é um jogo eletrônico de ação e aventura baseado na série animada SpongeBob SquarePants. Desenvolvido pela Behavior Interactive e publicada pela Activision, o jogo eletrônico foi lançado em outubro de 2013 para os consoles Nintendo Wii U, Nintendo Wii, Nintendo DS, PlayStation 3 e Xbox 360. Este é o único jogo eletrônico do personagem lançado para PlayStation 3 e Wii U, bem como o último lançado para Wii e DS.

## Jogabilidade
Os jogadores podem controlar cinco personagens, que incluem SpongeBob, Patrick, Squidward, Mr. Krabs e Sandy Cheeks. O jogo também apresenta armas chamadas de Gizmos, que podem ser compradas e atualizadas. As versões de consoles caseiros incluem o modo cooperativo para até quatro jogadores, enquanto a versão de Nintendo Wii U permite um quinto jogador adicional quando utiliza-se o controlador Gamepad.[carece de fontes?]

## Enredo
Um navio de carga acidentalmente derruba baterias no oceano, Plankton as encontram e as usam para energizar seu exército de robôs, capturando o cofre com a fórmula secreta do hambúrguer de siri.

## Lançamento e recepção
Plankton's Robotic Revenge foi anunciado em março de 2013, após o encerramento da THQ que, em 2012, passava por um processo de falência e liquidação.[carece de fontes?] Um trailer do jogo foi divulgado em julho do mesmo ano.
Plankton's Robotic Revenge foi recebido por críticas mistas. A versão para Playstation 3 obteve uma pontuação de 5,5 no Metacritic, baseado em três revisões. O contribuinte do portal IGN, Bob Fekete, classificou o jogo como "simples, curto e desinteressante" e deu 3,5 como nota. Fekete criticou o designer tedioso dos níveis, a simplicidade da jogabilidade e a falta de objetivos além das atualizações das armas. O jogo também obteve uma pontuação cinco das versões britânicas e australianas da revista Playstation.